# Kebun Raya Cibodas

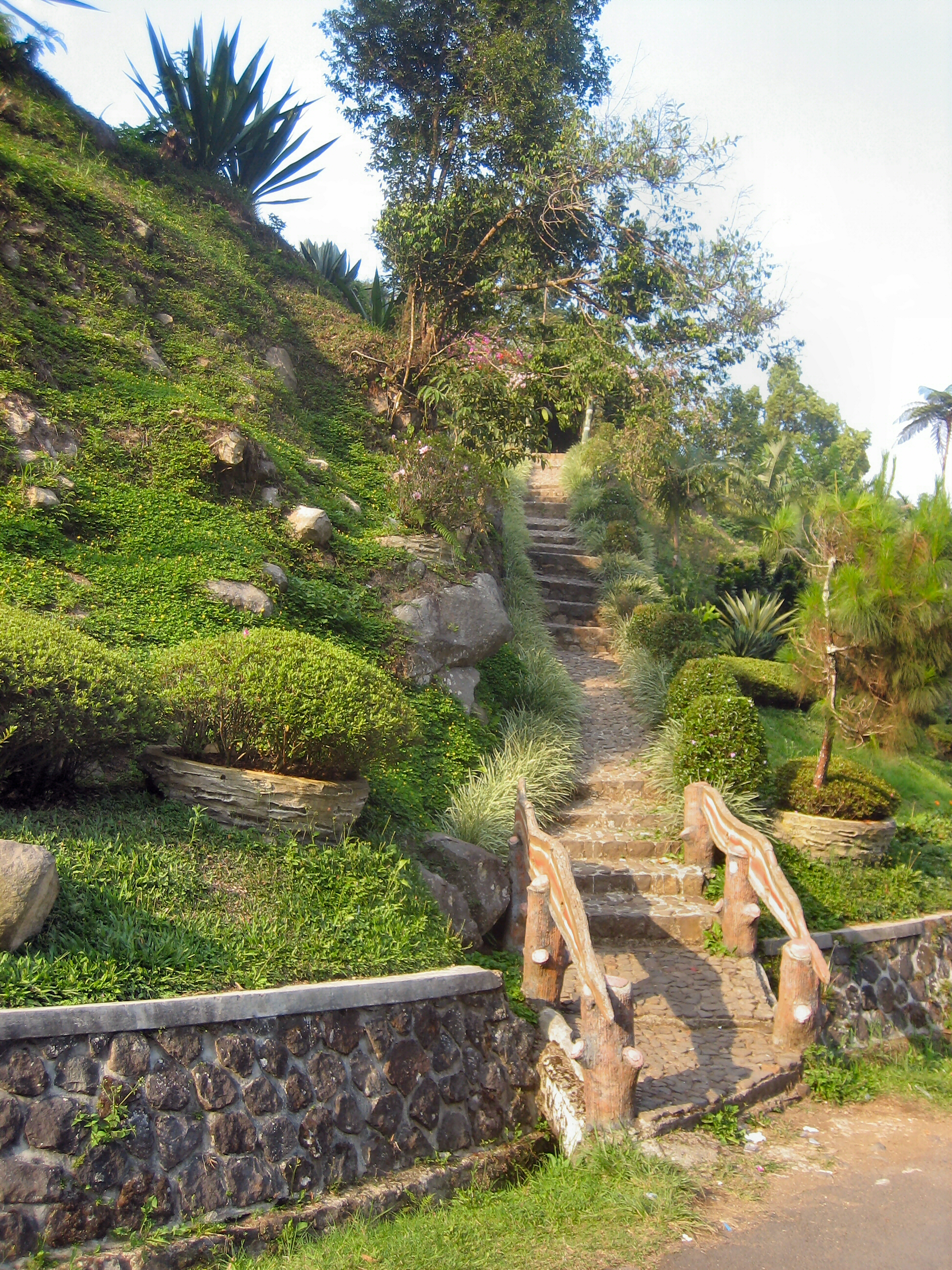
pad
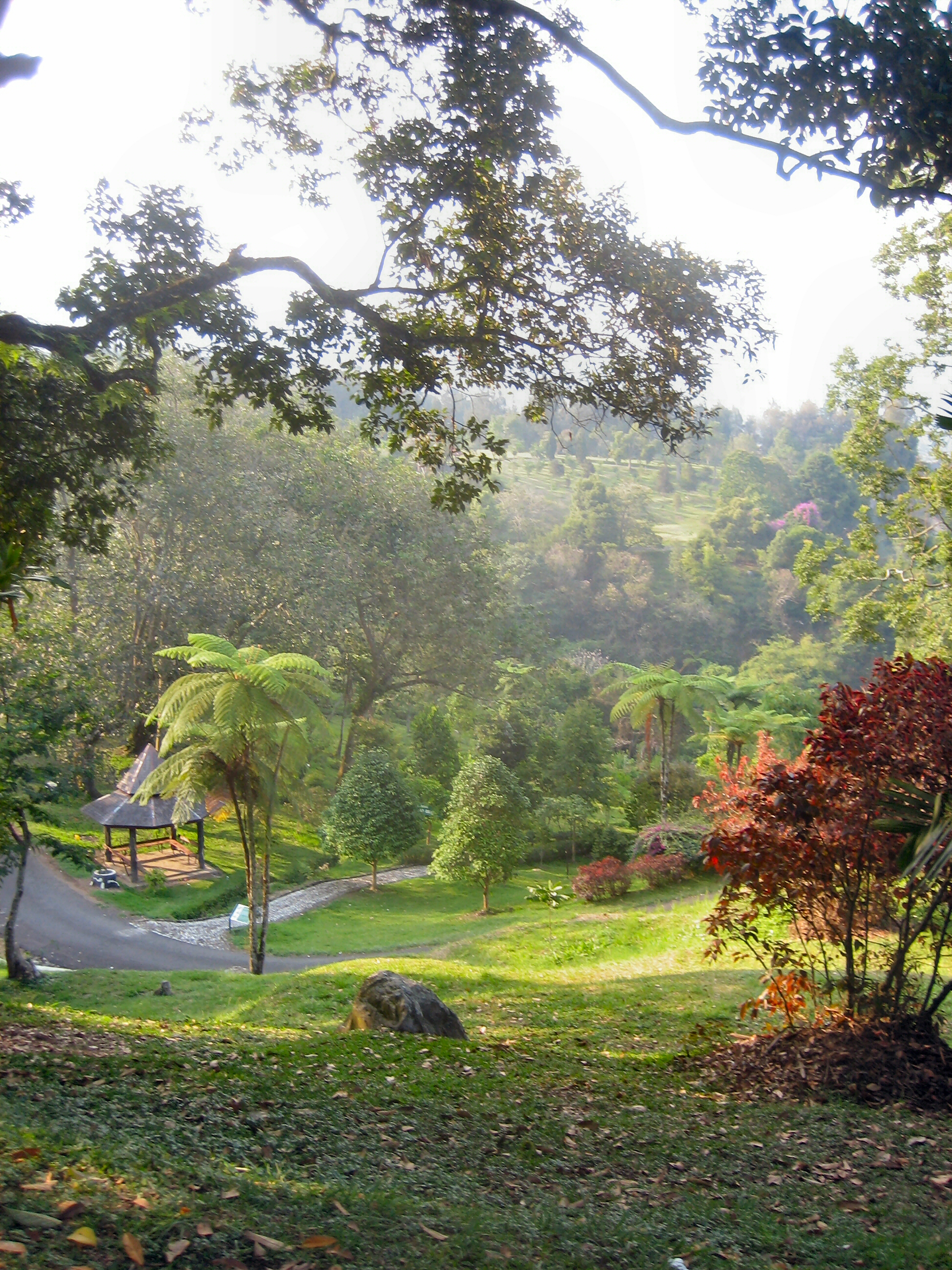
heuvels
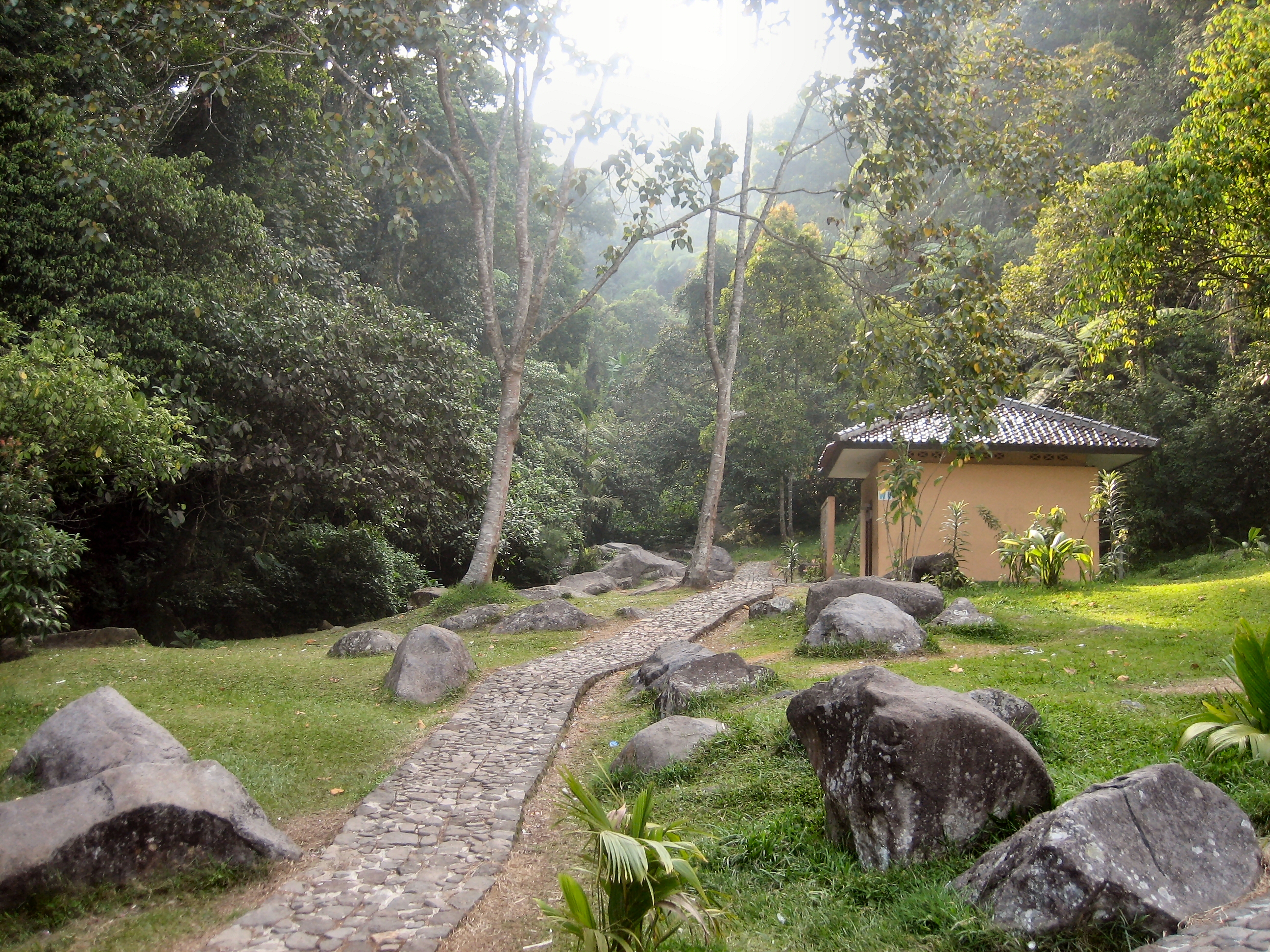
pad
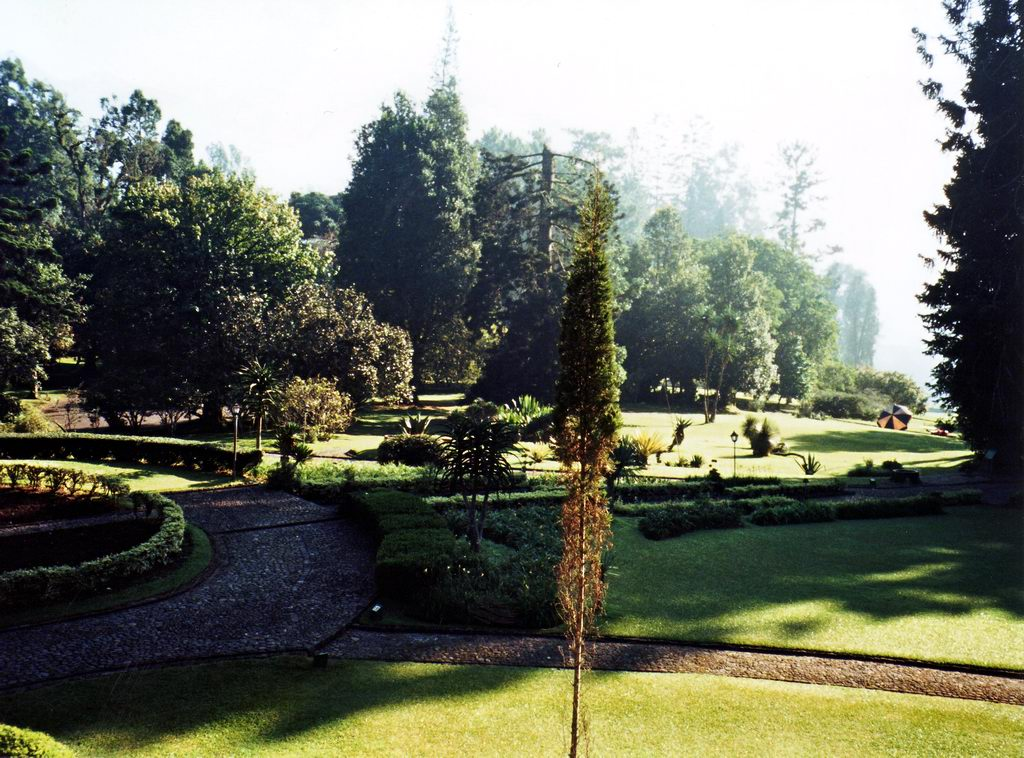
overzicht

De Kebun Raya Cibodas (letterlijk vertaald "Grote tuin van Cibodas") is een hortus botanicus in Cimacan in het regentschap Cianjur in deprovincie Jawa Barat (West-Java), Indonesië.
De Kebun Raya Cibodas is thans een van de vier Kebun Raya Indonesia die deel uitmaken van het Indonesisch Instituut van Wetenschappen. De overige drie tuinen zijn: Kebun Raya Bogor, Kebun Raya Purwodadi en Kebun Raya Bali.
De botanische tuin is in 1852 door Johannes Elias Teijsmann opgezet als dependance van 's Lands Plantentuin in Buitenzorg. Neerslag is 2380 mm per jaar en gemiddelde temperatuur 18 °C. Het park bevindt zich op ± 45 km ten zuidoosten van Bogor en ± 100 km ten zuidoosten van Jakarta.
De botanische tuin is aangesloten bij Botanic Gardens Conservation International, een non-profitorganisatie die botanische tuinen samen wil brengen in een wereldwijd samenwerkend netwerk om te komen tot het behoud van de biodiversiteit van planten.

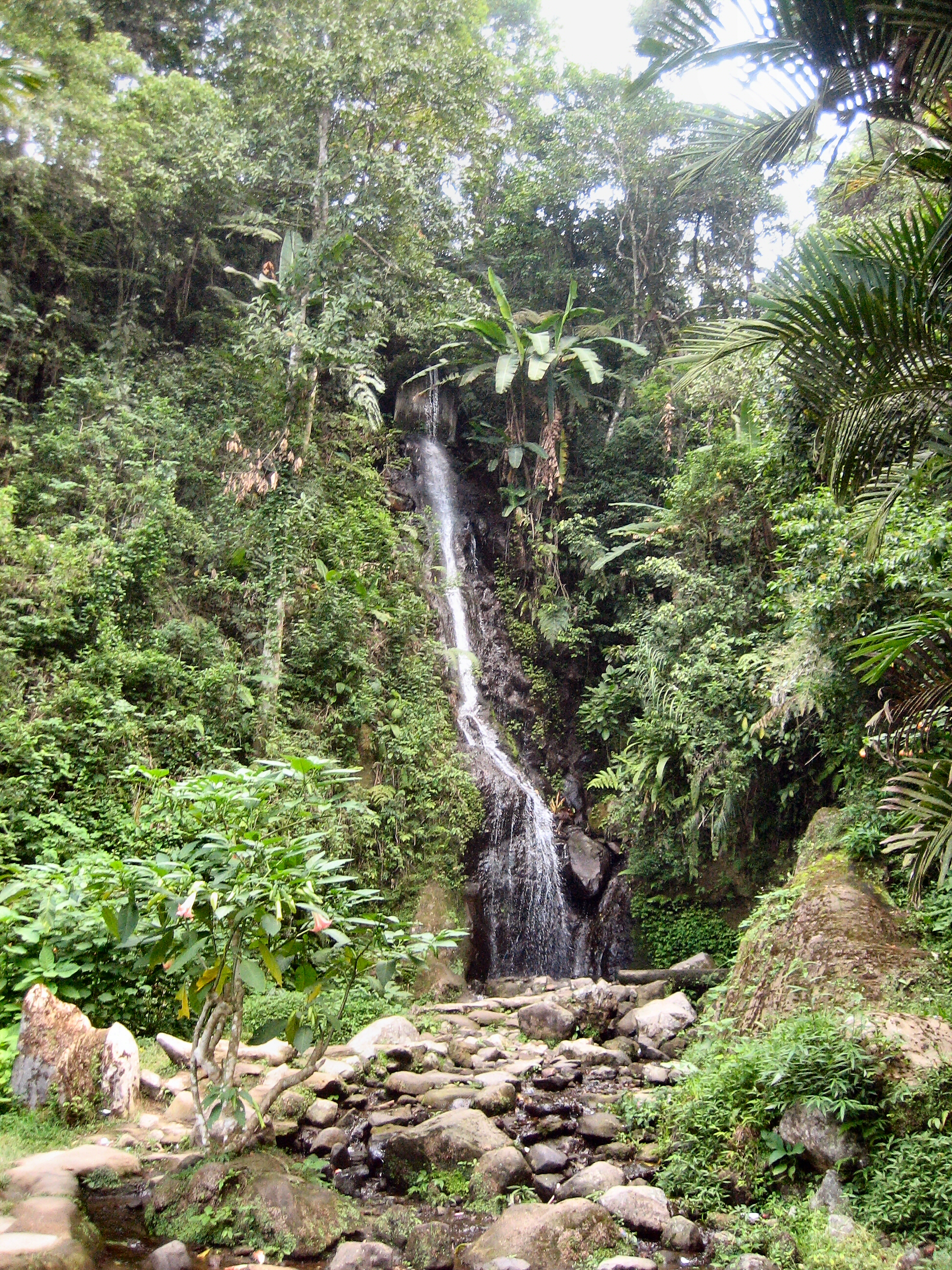
waterval
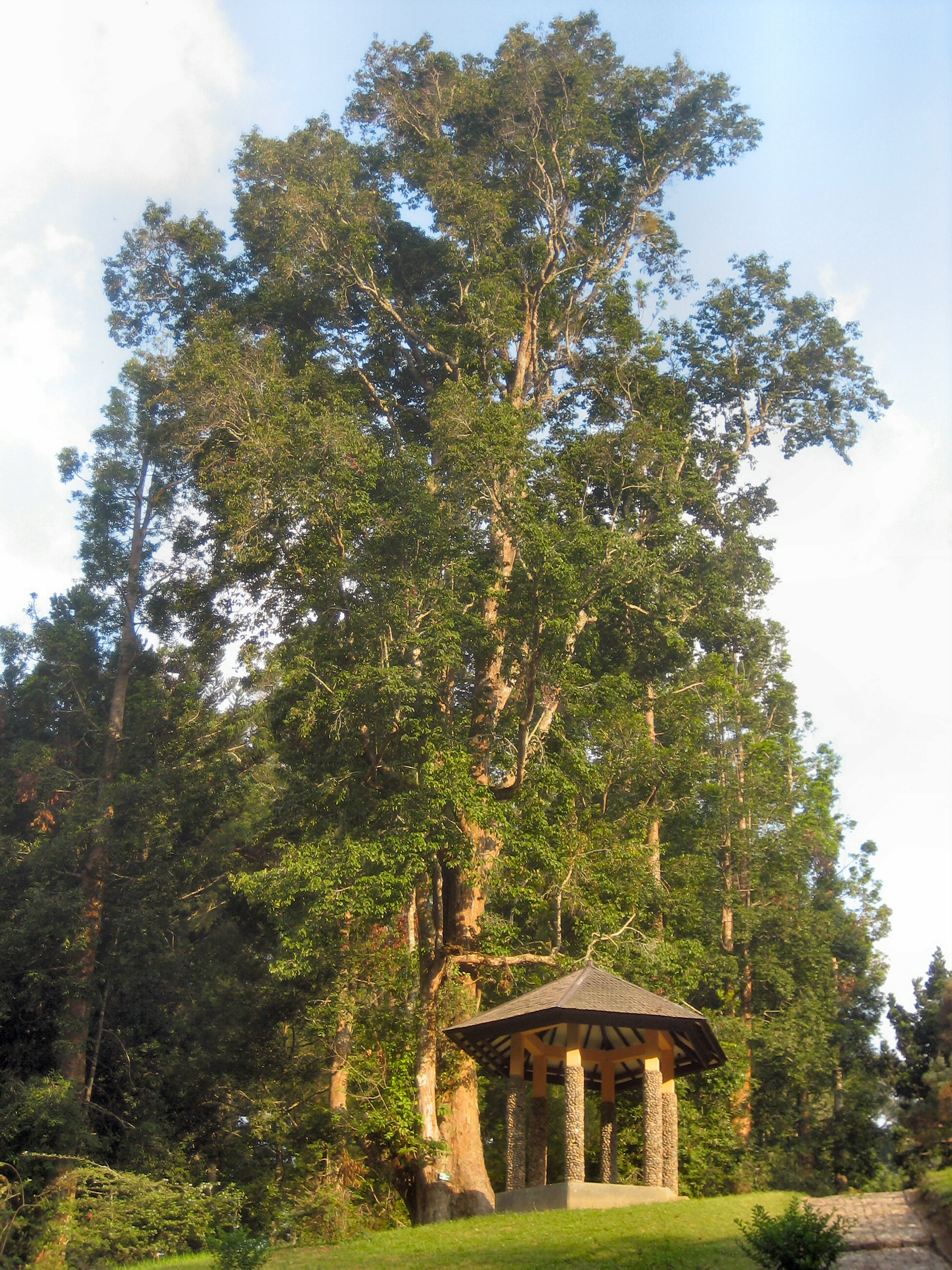
prieel
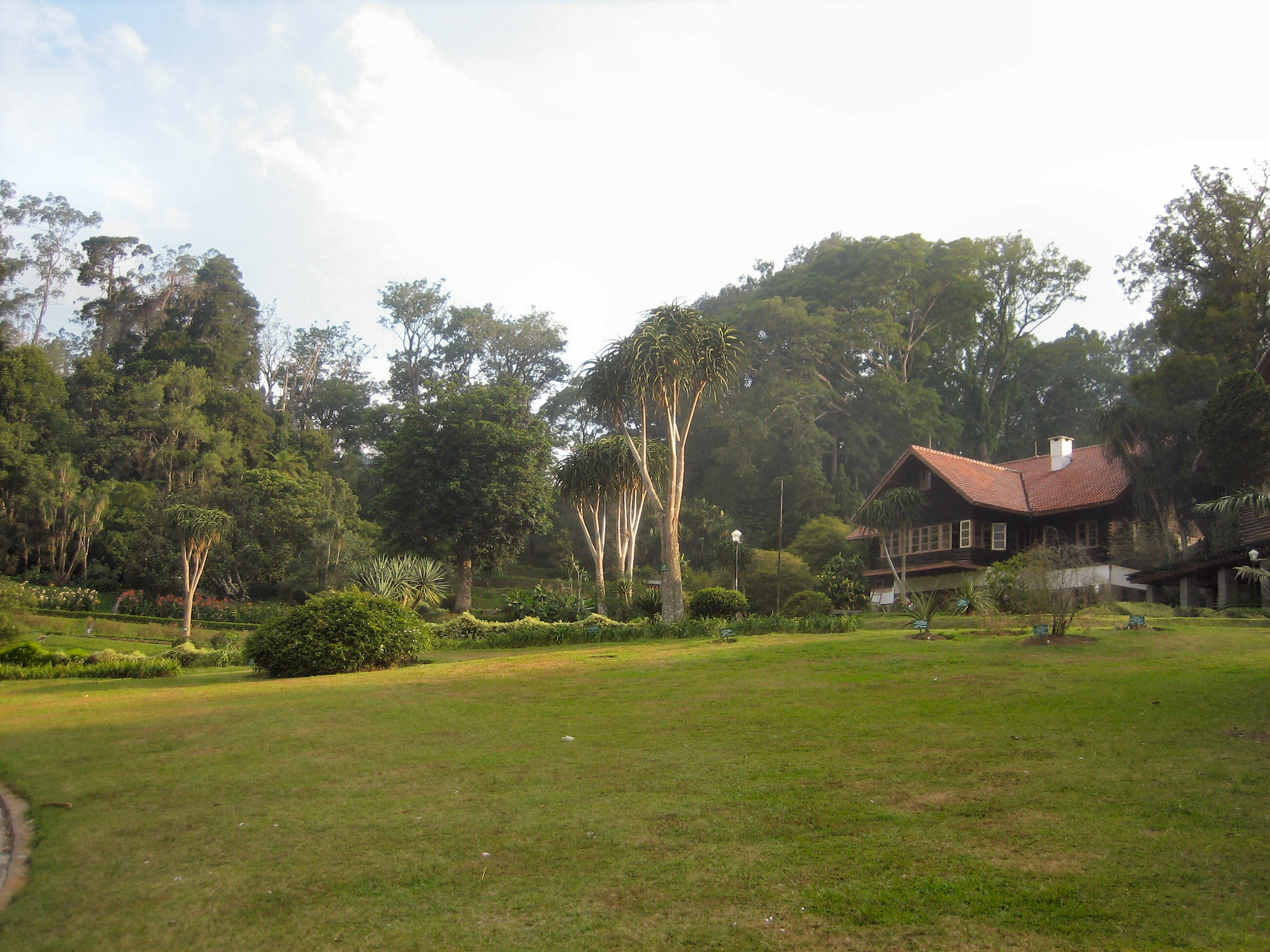
park
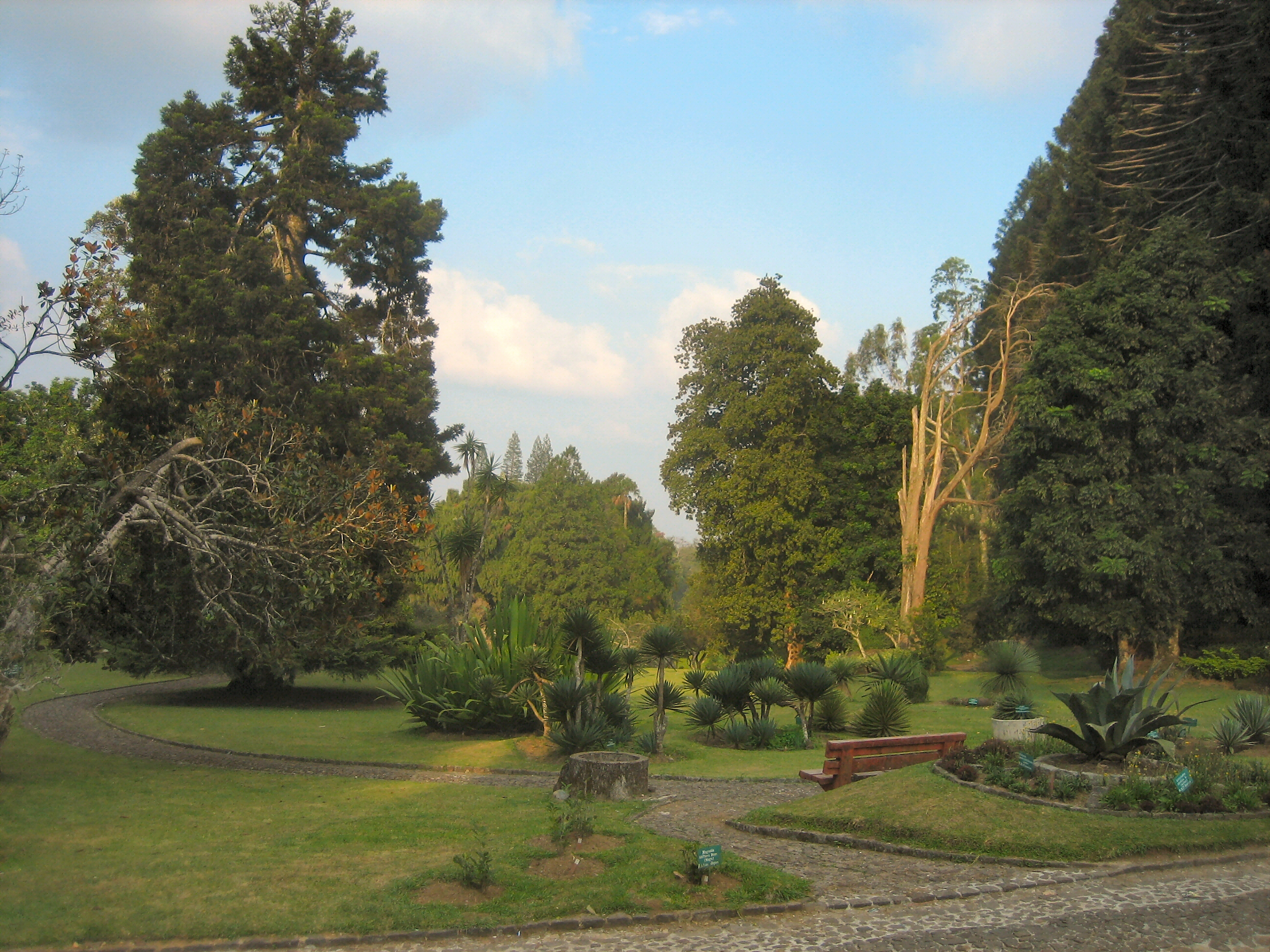
park

- pad
- heuvels
- pad
- overzicht